# Anrijs Miška
Anrijs Miška (Rūjiena, 14 gennaio 2000) è un cestista lettone.

## Carriera

### Nazionale
Con la nazionale Under-19 lettone ha partecipato al Mondiale di categoria del 2019, disputato in Grecia.

## Palmarès
- Campionato lettone: 2

VEF Riga: 2021-2022, 2022-2023
- Campionato estone: 1

Kalev/Cramo: 2024-2025
- Latvian-Estonian Basketball League: 1

VEF Rīga: 2021-2022
- Coppa di Lettonia: 2

VEF Riga: 2022, 2023